# Versiegelung antiker Schriftstücke

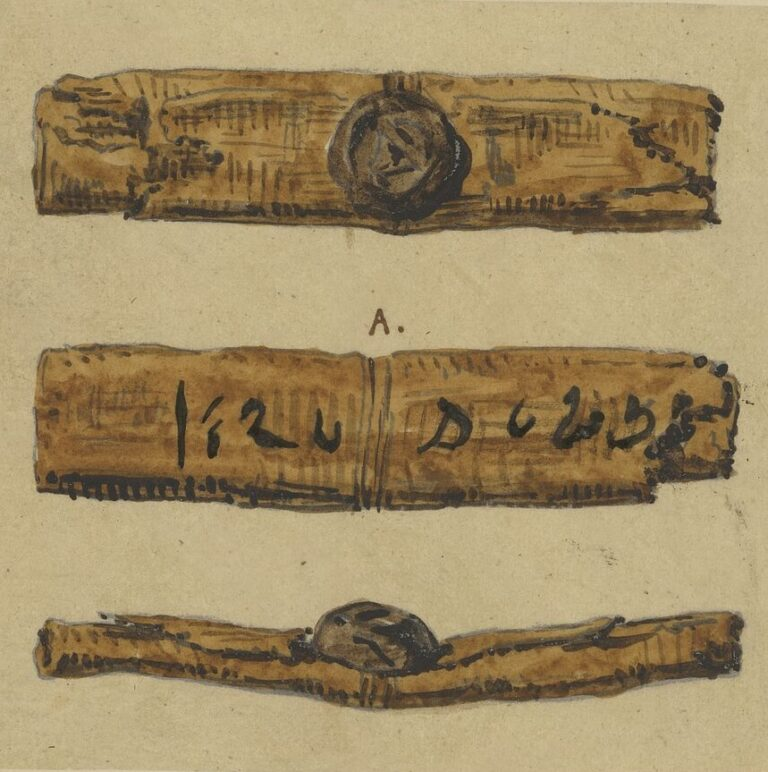
Zeichnung eines versiegelten demotischen Briefes aus dem 4. Jahrhundert v. Chr. (Bibliothèque nationale de France: Egyptien 214)

Bei der Versiegelung antiker Schriftstücke wurden mit Hilfe von Siegeln Schriftstücke in einer Weise gesichert, dass sie nicht von Unbefugten eingesehen werden und ihr Inhalt nicht verfälscht werden konnte.

## Siegelungstechnik

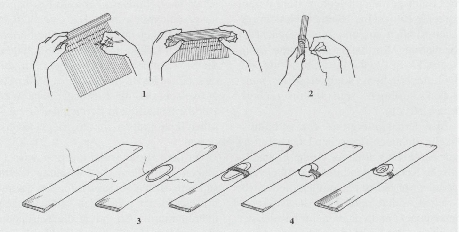
Antike Siegelpraxis:
1. Beschreiben und Falten des Papyrus
2. Auftragen der „Siegelerde“
3. Verschluss des Papyrus mit einem Faden
4. Verkneten der „Siegelerde“ und Aufprägen des Siegelbildes

Siegel wurden in der Regel als Verschlusssiegel sowie als Sicherung für Urkunden und Briefe, seltener auch anderer Schriftstücke, genutzt. Diese bestanden nach dem, was die Überlieferung zeigt, zumeist aus Papyros, seltener (aber dennoch in nennenswerter Zahl) aus Pergament oder Leder. Das Siegelungsverfahren folgte im Allgemeinen einem gängigen Verfahren: Zunächst wurde das Schriftstück gefaltet. Dann wurde ein erstes Mal ein Faden fest um die schmale Seite geschlungen. Hierauf wurde der vorbereitete, schon lederharte und in der Ausrichtung des Beschreibstoffes etwa oval verflachte kleine Tonklumpen („Siegelerde“) gelegt und anschließend noch mehrfach mit der Schnur umschlossen. Dann wurden die beiden Längsseiten des Tons über den Faden gelegt, festgedrückt und schließlich mit einem Siegel gekennzeichnet. Die Fadenwirkung war nun so fest, dass eine Öffnung ohne Beschädigung des Siegels nicht mehr möglich war, erst recht nicht, nachdem der Ton getrocknet war. Diese Form der Versiegelung war gängig im gesamten hellenistisch-römisch beeinflussten Raum. Einzig aus Seleukeia und Orchoi (Uruk) ist eine weitere Form bekannt, bei der eine ringförmige Tonmanschette um das Schriftstück gelegt wurde. Hier war diese Tonmanschette gesiegelt.
Um eine Kontrolle des Urkundeninhaltes möglich zu machen, entwickelte sich seit dem 6. Jahrhundert v. Chr. eine Form der Doppelurkunde. Dabei wurde der Text zweimal auf demselben Dokument niedergeschrieben, aber nur ein Teil davon, die Innenschrift (scriptura interior) wurde versiegelt. Üblich war die Nutzung einer Siegelung, in manchen Regionen waren aber auch mehr Siegelungen üblich, die dann von Zeugen vorgenommen wurden. Zudem ist für einige Regionen, etwa Delos, die Verwendung mehrerer Siegel bei einem Siegelabdruck bekannt.
Die Siegelungen bei Waren und Gütern werden Plomben genannt.

## Geschichte
Obwohl die Versiegelung von Papyri schon aus dem Alten Reich des Alten Ägypten bekannt ist und dort weit verbreitet war, verbreitete sich das Versiegeln von Urkunden nach dem ägyptischen Vorbild im Mittelmeerraum erst, als sich im aramäischen Sprachraum die Kursivschrift entwickelt hatte. Zuvor war die Nutzung von Keilschrifttafeln in zumeist akkadischen Dialekten üblich gewesen. Aus der Zeit des etwa 8. bis 7. Jahrhunderts v. Chr. sind die derzeit ältesten bekannten Reste von Urkunden in aramäischer Sprache bekannt. Schnell breiteten sich sowohl die neue Schriftform wie auch die Nutzung tönerner Verschlusssiegel im gesamten Mittelmeerraum aus. Seit dem 6. Jahrhundert v. Chr. wurden auch Siegel in Skarabäenform hergestellt, die sich an den ägyptischen Vorbildern orientierten. Auch diese wurden schnell in den Werkstätten verschiedener Kulturen produziert, ganz besonders taten sich hier die Phönizier und Punier, die Griechen sowie die Etrusker hervor.

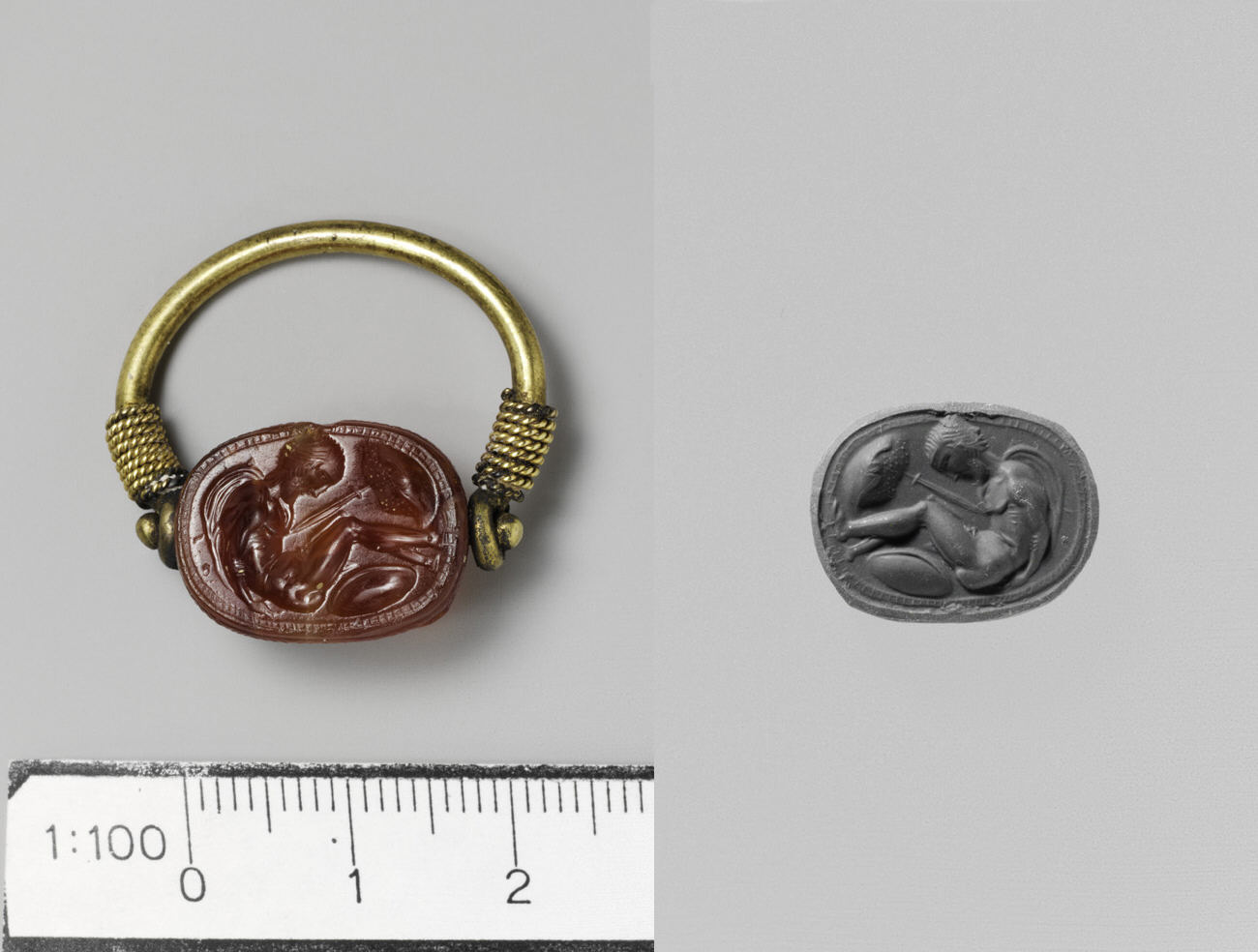
Etruskischer Skarabäus mit Anhängerfassung und modernem Siegelabdruck, 4. Jahrhundert v. Chr., Metropolitan Museum of Art (41.160.489)

Im Grunde blieb die Form der Siegelung von Schriftstücken die gesamte Antike hindurch weitgehend gleich und wurde zumindest im östlichen Mittelmeerraum und in Vorderasien noch bis in die nachantiken Kulturen der Byzantiner, Kopten und der islamischen Nachfolgestaaten genutzt. In der früharabischen Zeit gab es sogar noch einmal eine gewisse „Renaissance“. Geändert hatten sich insbesondere die Formen der Siegel. Die Skarabäen wurden schon nach wenigen Jahrhunderten durch andere Formen, insbesondere durch an Ringen getragene Siegel, abgelöst. In der hellenistisch-römischen Zeit gab es ganze Handwerkszweige, die sich mit der Herstellung der Siegel beschäftigten. Einerseits handelte es sich dabei um die Steinschneider, die aus zumeist Halbedelsteinen Siegelsteine fertigten. Bei diesen wurden die Bilder vertieft in den Stein geschnitten und somit ein Flachrelief geschaffen. Bei der Nutzung wurde daraus dann ein Hochrelief. Hochreliefe auf Siegelsteinen sind selten, kamen aber vor. Sie wiederum schufen als Siegelabdruck ein in den Ton gedrücktes Flachrelief. Doch wurden nicht nur geschnittene Steine verwendet, auch andere Formen sind bekannt, so Siegelringe aus Metall, bei denen das Siegelmuster in die Ringplatte ziseliert oder graviert wurde. Die Siegel öffentlicher Stellen hatten oft die Form von Petschaften. Üblich waren runde bis ovale Siegel, somit sind auch die Abdrücke meist rund bis oval.

## Überlieferung

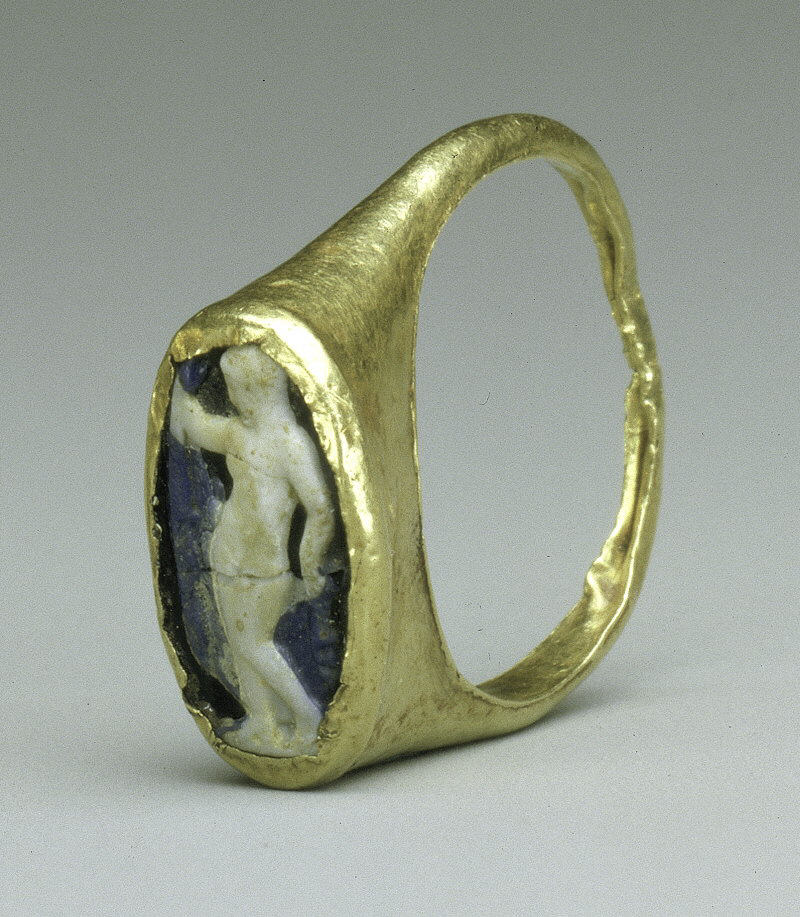
Römischer Goldring mit einem Glas-Kameo, 1./2. Jahrhundert, Metropolitan Museum of Art (74.51.4244)

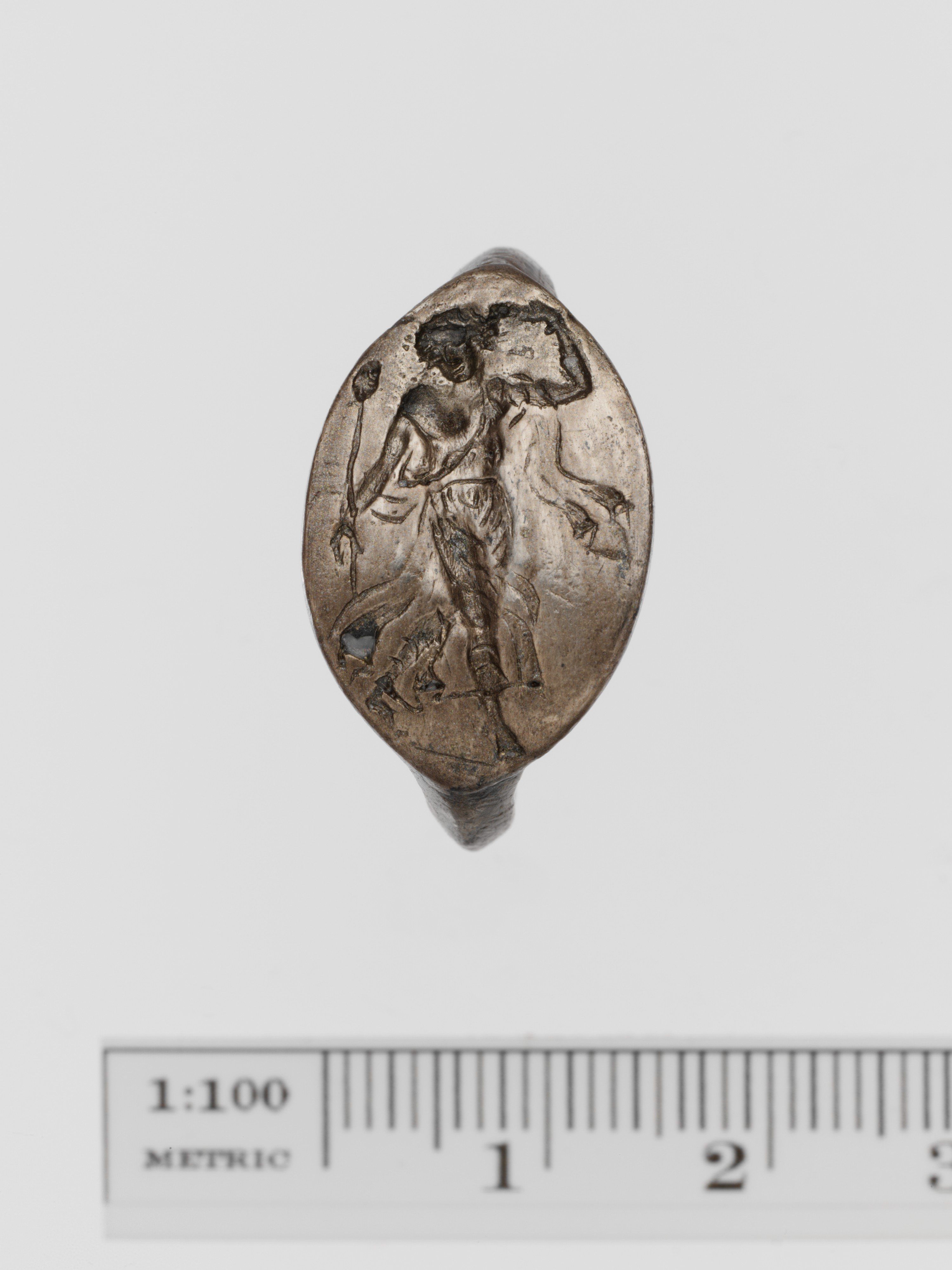
Griechischer Silberring mit in die Fingerringplatte graviertem Bild, spätes 5. Jahrhundert v. Chr., Metropolitan Museum of Art (25.78.101)

Die Überlieferung der Reste antiker Siegelungen erfolgte in drei Formen. Zum einen sind aus der Antike noch eine vergleichsweise große Zahl an Schriftstücken bekannt, die fast durchweg in heißen Wüstenregionen Ägyptens und Vorderasiens gefunden wurden. Wenige Ausnahmen fanden sich auch etwa in Herculaneum außerhalb dieses Raumes. Diese Schriftstücke sind jedoch im Allgemeinen ungesiegelt geblieben oder haben ihre Siegel mittlerweile verloren. Schriftstücke, die noch gesiegelt sind, sind sehr wohl erhalten, sind aber selten. Diese Stücke stammen meist aus der Spätantike oder der arabischen Zeit, aber auch frühere Stücke sind insbesondere aus Elephantine und Samaria bekannt. Die zweite Form sind die Siegelabdrücke. Da zum Versiegeln lederharter Ton genutzt wurde, der danach trocknete, aber in keiner Weise haltbar gemacht wurde, lassen sich solche Siegel erst seit der Mitte des 20. Jahrhunderts bei Ausgrabungen nachweisen, als die Grabungsmethoden soweit entwickelt waren, dass man solche vergänglichen Materialien nachweisen und erhalten konnte. Im winterfeuchten Klima vieler Regionen rund um das Mittelmeer haben sich Siegelabdrücke somit nicht erhalten können. Auch nach einer Öffnung waren die Siegel zerstört. Anders ist es mit Siegeln, die gebrannt wurden. Durch Unglücks- und Katastrophenfälle, nicht selten waren dies kriegerische Auswirkungen, wurden Schriftstücke, ja ganze Archive, im Feuer vernichtet. Während diese damit für immer verloren waren, wurden die Siegelabdrücke dabei gebrannt. Vor allem aus dem ostmediterranen Raum sind, zumeist aus öffentlichen oder Tempelarchiven, eine große Zahl an solchen erhaltenen Siegelabdrücken bekannt. Aus hellenistischer Zeit kennt man heute vor allem Privatarchive und -registraturen. Zu diesen Fundkomplexen gehören:
- Delos: Privatarchiv eines Kaufmannes, das wohl 69 v. Chr. zerstört wurde. 16.000 Siegel in 25.000 verschiedenen Siegelabdrücken.
- Gitana (Titani): wahrscheinlich die Reste eines öffentlichen Archivs.
- Kallipolis (Kallion-Kallipolis): Privatarchiv einer ätolischen Familie, das im 3. Makedonischen Krieg zerstört wurde; es enthält sowohl die Siegelabdrücke mit den Bildnissen hellenistischer Herrscher als auch die Abdrücke öffentlicher Petschafte.
- Karthago: Bei der Zerstörung der Stadt durch die Römer im Jahr 146 v. Chr. wurde ein punischer Tempel mitsamt seinem Archiv zerstört, dessen früheste Siegelabdrücke in das späte 6. und frühe 5. Jahrhundert v. Chr. zu datieren sind und das bis zum Zeitpunkt der Zerstörung fortwährend genutzt wurde. Gefunden wurden mehr als 5000 Siegelabdrücke.
- Kyrene: Reste eines während des Diasporaaufstandes 117 v. Chr. zerstörten Archivs.
- Nea Paphos: Privatarchiv mit etwa 14.000 Siegelabdrücken ptolemäischer Herrscher des 2. und 1. Jahrhunderts v. Chr.
- Seleukeia-Ktesiphon: 30.000 Siegelabdrücke.
- Selinus: Reste eines punischen Archivs.
- Zeugma: Mehr als 65.000 Tonsiegel wurden bei Notgrabungen gefunden und schon in recht großer Zahl von Mehmet Önal publiziert.

Die dritte Form, in der Reste des Siegelungswesens erhalten sind, ist die große Zahl der überlieferten Siegelringe, Petschafte und häufig auch nur der geschnittenen Steine.

## Tonsiegel-Abdrücke
Neben den wenigen komplett erhaltenen gesiegelten Urkunden sind die erhaltenen Tonsiegel die unmittelbarsten Zeugnisse des antiken Siegelwesens. Lange Zeit fanden sie wenig Beachtung, während etwa die geschnittenen Siegelsteine lange eines der zentralen Forschungsgebiete der Altertumswissenschaft waren. Mittlerweile werden sie immer mehr zum Forschungsobjekt. Durch ihre große Zahl, sie sind zu Hunderttausenden erhalten, und ihren Motivreichtum können sie viel zum Verständnis kultureller, politischer, religiöser, rechtlicher und wirtschaftlicher Fragestellungen beitragen. So sind die Funde größerer Archive zumeist unmittelbar mit historisch einordenbaren Zerstörungen in Verbindung zu bringen. Die großen Fundkomplexe der Kommagene (Doliche, Nikopolis und Zeugma) gehören zum Zerstörungshorizont, der auf die Expansionspolitik unter Schapur I. in den Jahren 253 und 256 zurückzuführen ist. Seit 1922 gelangten in der Region immer wieder Tonsiegel-Abdrücke in den Kunsthandel von Gaziantep. Aufgrund der wiederkehrenden Motive, etwa Dexiosis-Darstellungen, aber auch der Nennung des Namens Doliche in Beischriften wurden diese nach Doliche verortet. Weitere wiederkehrende Bildtypen zeigen etwa die Büsten von Jupiter und Hera, die Dioskuren oder Iupiter Dolichenus. Auch das in der Nähe von Dülük, dem modernen Nachfolger Dolichenes, gelegene Museum von Gaziantep beherbergt eine große Zahl solcher Siegelabdrücke. Die Herkunft dieser Abdrücke aus Nikopolis ist unwahrscheinlich. Auch Befragungen vor Ort haben ergeben, dass die vom Museum angekauften Siegel von einer Raubgrabung am Keber Tepe, dem Siedlungshügel Doliches, stammten. Sicher ist die Zuweisung indes nicht, da auch bei den Grabungen in Zeugma derartige Motive auf den Siegelabdrücken gefunden wurden. Der Bearbeiter Mehmet Önal hat im Rahmen der Publikation der ersten 20.000 Exemplare einen Katalog von 150 Bildtypen herausgearbeitet. Somit ist klar, dass es einerseits einen großen Bildschatz gibt, sich andererseits Motive auch immer wieder wiederholten, was bei einem Archiv mit offiziellem Charakter auch anzunehmen wäre.
Üblich war die Verwendung von nur einem Siegelabdruck auf der Tonmasse. Es gab aber auch Regionen, wo es mehr als einen Abdruck gab. So ist für Delos die Verwendung von mehr als einem Siegelabdruck häufig belegt, weshalb bei den 16.000 gefundenen Tonsiegelabdrücken insgesamt 25.000 Abdrücke gezählt wurden. Die Größe der Siegelabdrücke kann variieren. Immer wieder gibt es Abdrücke von besonderer Größe, die man als offizielle Siegel interpretiert. Deutlich häufiger sind allerdings kleinere Siegelabdrücke, die man als die Siegel von Privatpersonen ansehen dürfte. Für Doliche lässt sich hier ein Verhältnis von etwa 70 zu 30 % schätzen. Neben den sich immer wiederholenden Motiven der offiziellen Siegel finden sich aber auch unter den Privatsiegeln viele, die mit deutlich mehr als einem Exemplar gefunden wurden. Das spricht zum einen für den längeren Bestand solcher Archive, andererseits aber auch dafür, dass Beurkundungen und Siegelungen ein vergleichsweise häufiger Vorgang waren. Hinzu kommt, dass ein beträchtlicher Teil der Urkunden sowohl privat als auch offiziell gesiegelt waren. Beischriften auf den Siegeln sind möglich, aber eher selten. Der Ton ist im Allgemeinen sehr fein geschlämmt und von sehr guter Qualität. Nicht selten finden sich neben den Siegel- auch Fingerabdrücke. Nach dem Brand weist der Ton ein breites Spektrum von Gelb-, Rot-, Braun- und Schwarztönen auf, nicht selten sind auch noch Brandspuren vom Feuer erkennbar. Auf der Rückseite zeichnet sich sehr oft noch die Gitterstruktur des Papyros ab. Vielfach ist die Rückseite aber auch ohne Struktur, dann ist dieses Siegel wohl auf einer Urkunde aus Leder oder Pergament angebracht gewesen. In einem sich in Privatbesitz befindlichen Komplex von etwa 300 Abdrücken aus der Kommagene ist das Verhältnis zwischen Abdrücken mit Papyros-Maserung auf der Rückseite und solchen ohne bei 55 zu 45 %, womit in diesem speziellen Komplex überproportional viele Nichtpapyri versiegelt wurden. Da sich auf den immer wiederkehrenden Siegelabdrücken auch immer wieder beide Rückseiten-Varianten finden, kann man davon ausgehen, dass beide Beschreibmaterialien zur gleichen Zeit und auch für ähnliche Dinge verwendet wurden. Auch die Fadengänge sind sehr oft noch sichtbar.